# Amalthea Peak
Der Amalthea Peak ist ein 775 m hoher Berg in den Ganymede Heights auf der Alexander-I.-Insel westlich der Antarktischen Halbinsel. Er ragt am westlichen Ende des Himalia Ridge unweit des Kopfendes des Ablation Valley auf.
Das UK Antarctic Place-Names Committee benannte ihn 2002 nach dem Jupitermond Amalthea.